# Lanz (landbouwmachines)

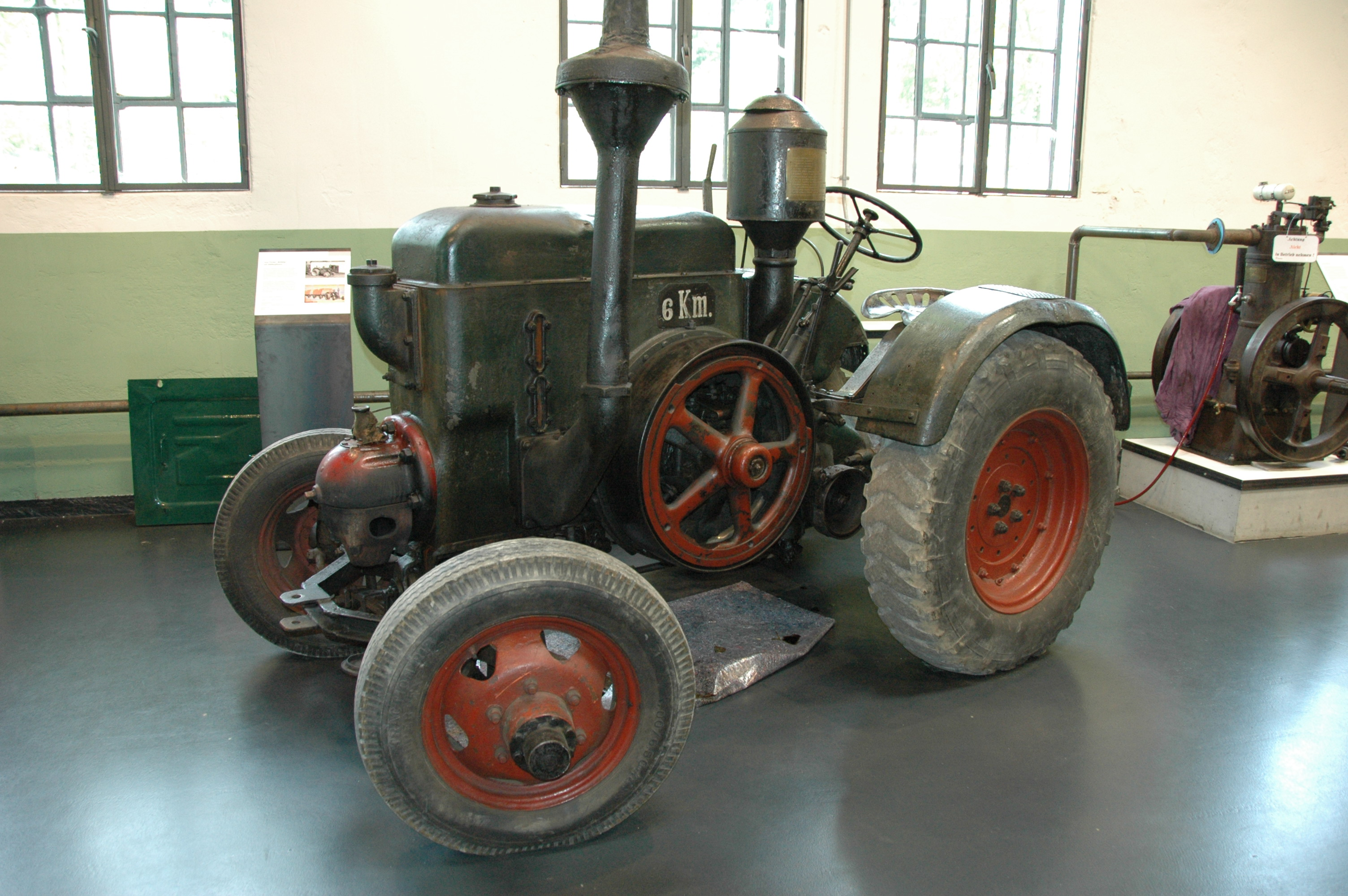
Tractor Heinrich Lanz A.G., type Bulldog

Lanz is de naam van een Duitse fabrikant van landbouwmachines in het algemeen en tractors in het bijzonder, die in 1958 door de Amerikaanse firma John Deere werd overgenomen.
Nadat Heinrich Lanz (1838-1905) in het bedrijf van zijn vader te Mannheim in Baden-Württemberg was gaan werken, importeerde en repareerde hij aanvankelijk landbouwmachines voordat hij zich ging bezighouden met eigen productie. In 1878 kwam de eerste stoomtractor op de markt.
Later produceerde Lanz allerlei machines, waaronder stoomlocomobielen, tractoren, ploegen en dorsmachines.
Rond 1900 was het de grootste landbouwmachinefabriek van Europa. Het bekendst werd Lanz echter door de zogenaamde tractor met de beroemde naam "Lanz Bulldog", die tot 1956 werd geproduceerd, waarna de firma werd overgenomen door John Deere.
De Bulldog was tijdens zijn introductie in 1926 revolutionair, met een eencilinder-tweetaktdieselmotor. Deze motor had vooraan de cilinder een gloeikop die gedurende een kwartier verwarmd moest worden, alvorens te starten door het vliegwiel met de hand te draaien. Mede door dit onderdeel kreeg de trekker de reputatie op alles te draaien wat brandt. Deze technologie was echter einde jaren vijftig sterk verouderd. Lanz deed nog een poging om klanten te winnen door de voldieselserie te introduceren, die niet middels een omslachtige methode gestart hoefde te worden maar een gewone startmotor had. Ondanks deze poging nam de vraag steeds meer af en na grote financiële problemen werd "Heinrich Lanz Maschinenwerke Mannheim" uiteindelijk in 1956 overgenomen door John Deere. De laatste echte Lanz Bulldog (in de blauwe kleuren) die van de band rolde, was van het type 4016. John Deere bleef de typen 1616, 2016, 2416, 2816, 4016 en 6006 nog enige tijd produceren, wat mede mogelijk was door de vele onderdelen die er nog waren. Dit duurde tot 1958/1959 en toen was het helemaal gebeurd met Lanz.